# 草戸稲荷神社

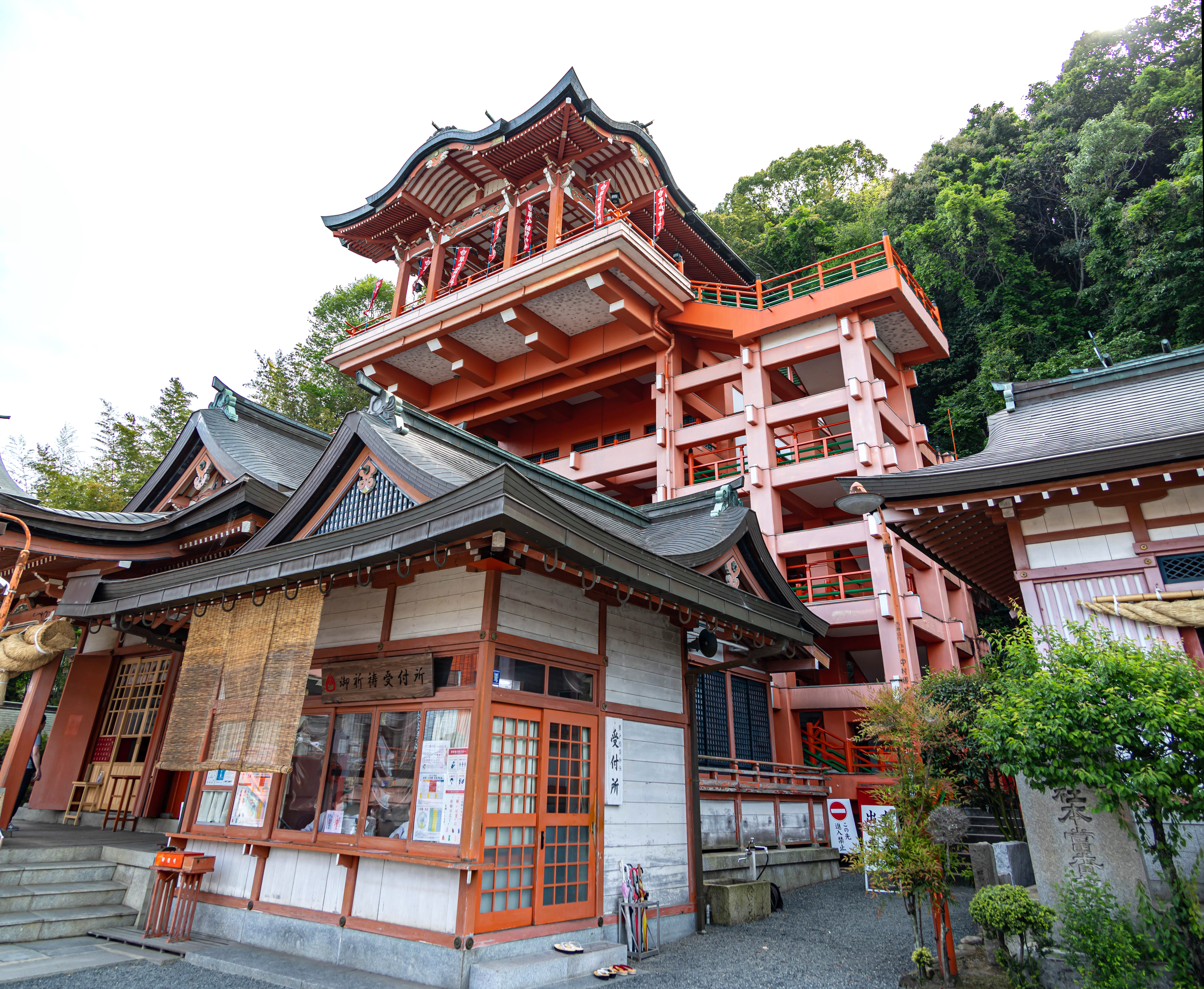
最上部が前方にせり出し、拝所と本殿がある。

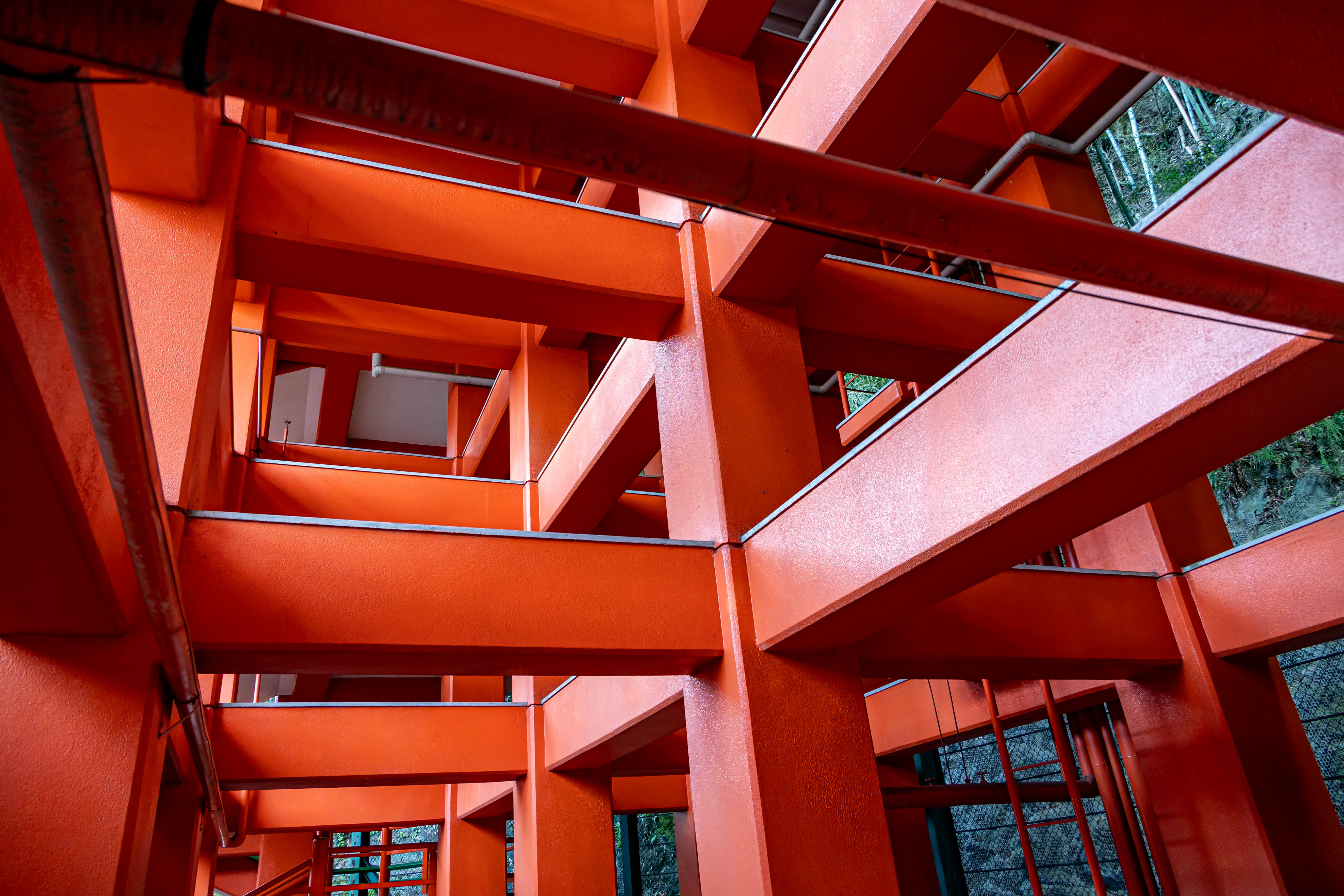
本殿下部の懸造り風の基礎。

草戸稲荷神社（くさどいなりじんじゃ）は広島県福山市草戸町に鎮座している稲荷神社である。日本稲荷5社の一つに名が挙がることもあり、初詣の参拝者数は約40万人と広島県下でも有数の参拝者数である。

## 概要
二十社近い摂末社の稲荷神社と境内社として八幡神社を祀っている。かつて本殿は拝殿の裏にあったが、昭和時代末期に懸造風のコンクリート製の基礎上に移設した。この本殿前から福山市街を一望することができる。
沿革
社伝によると、平安時代の807年（大同2年）に空海が明王院を開基したときに同寺の鎮守として祀ったのが始まりとされる。元は、現・境内地前の芦田川の中州に存在した草戸千軒町にあった小社である。伝承によると、草戸千軒町に住していた刀匠・法華一乗が剣を妙顕寺に奉納したさいに、稲荷の霊験があったため稲荷を信仰し、自宅そばに勧請したという由来がある。
社殿は中洲にあるため、しばしば洪水により社殿が流失したと伝わる。寛永11年（1633年）に福山藩初代藩主・水野勝成が再建したとの棟札が残る。承応元年（1652年）に福山藩3代藩主・水野勝貞が父の2代藩主・勝俊の病気平癒を祈願し参拝。翌・承応4年（1655年）水野勝貞が社地を現・境内地に遷す。
隣接する明王院の背後の愛宕山山頂に鎮座する草戸愛宕神社は、明王院の鎮守社であったが、明治の神仏分離令により、明王院から離れ草戸稲荷神社所属となっている。

## 祭神
以下の3柱を祀る。
- 宇迦之御魂神
- 保食神
- 大己貴神

## 境内
- 拝殿
- 本殿 - 懸造風のコンクリート製の基礎上に鎮座する。
- 稲荷橋 - 境内前の瀬戸川に架かる太鼓橋
- 社務所
- 草戸歴史民俗資料館

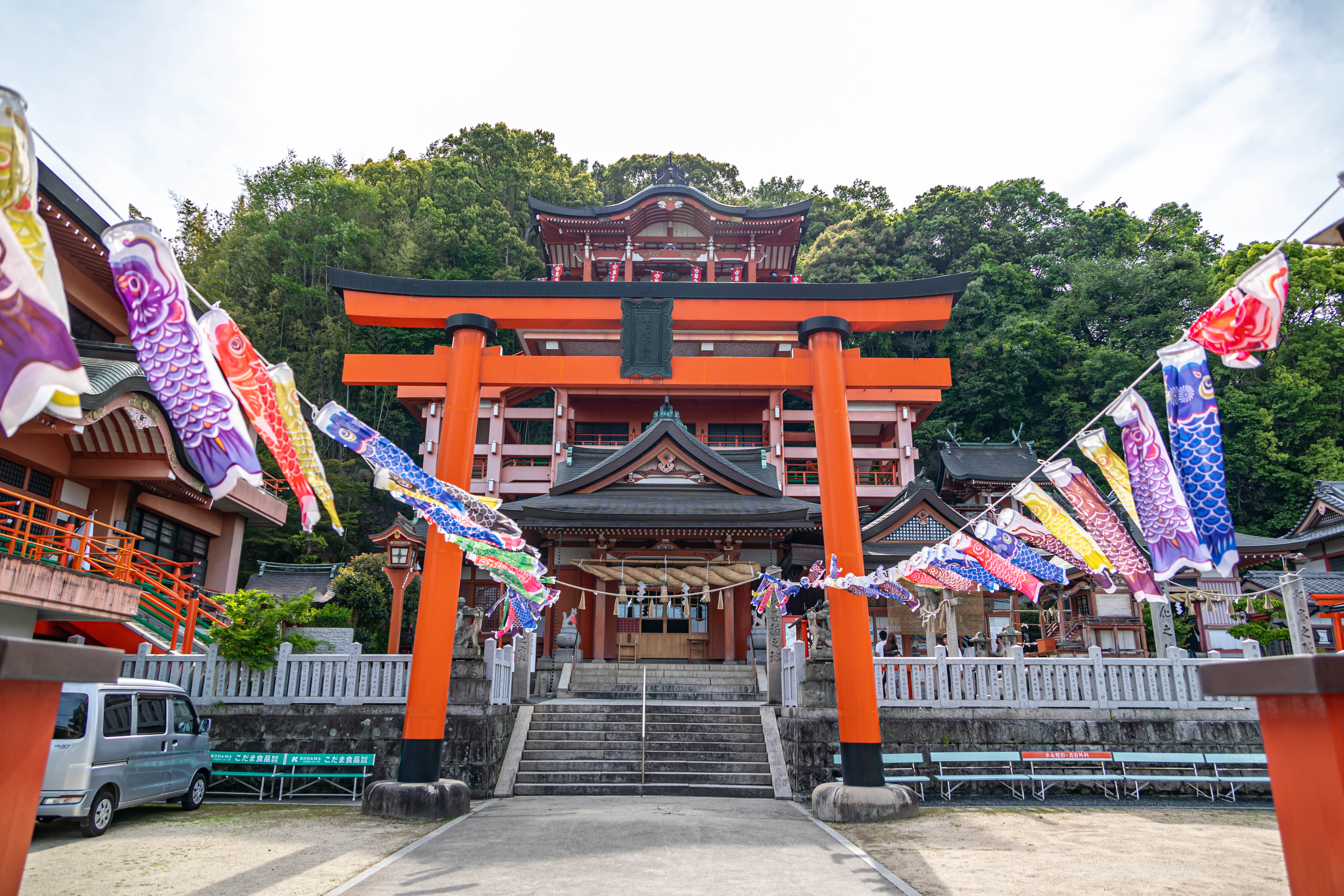
鳥居奥に拝殿、懸け造り風基礎最上部に本殿
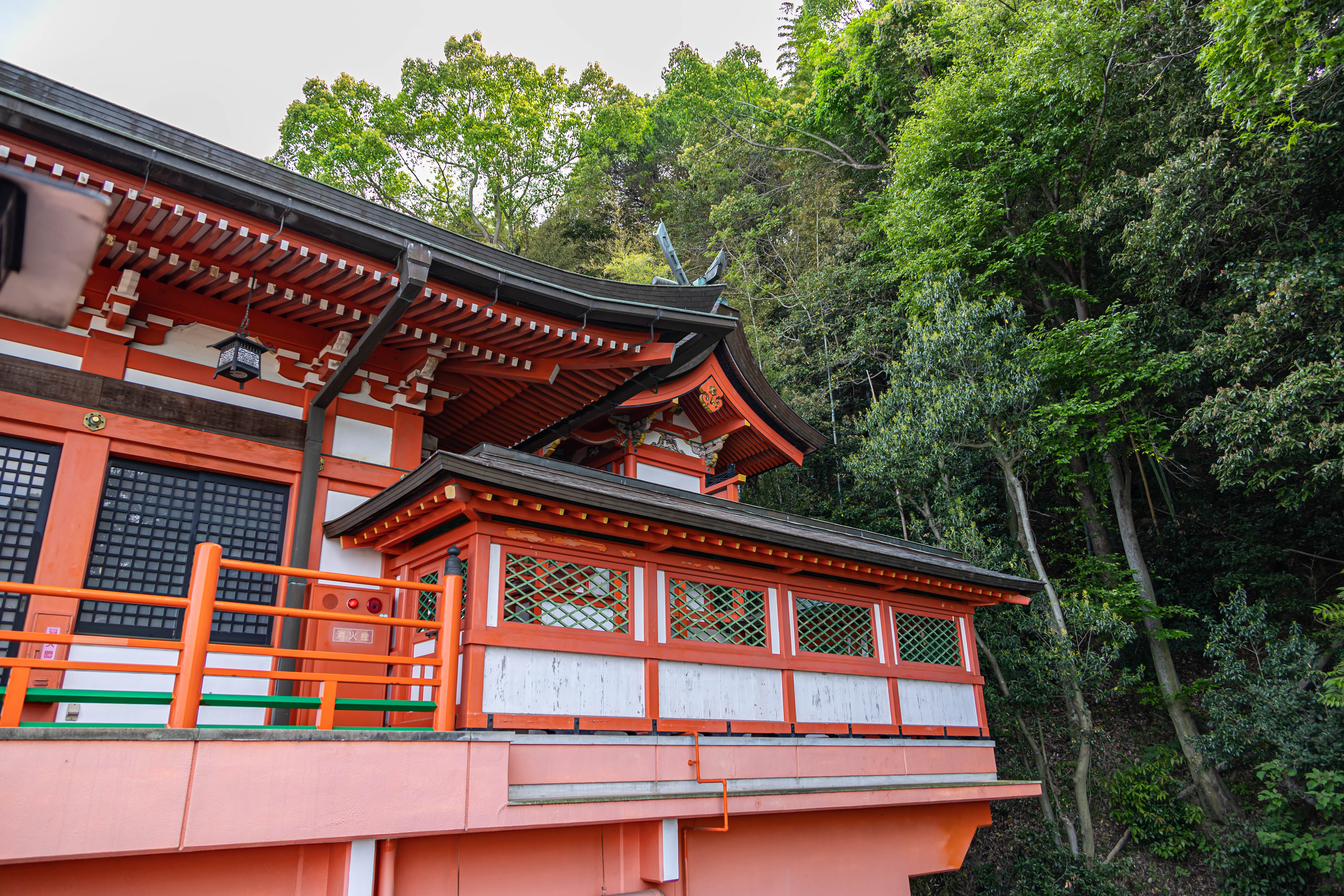
最上部にある本殿
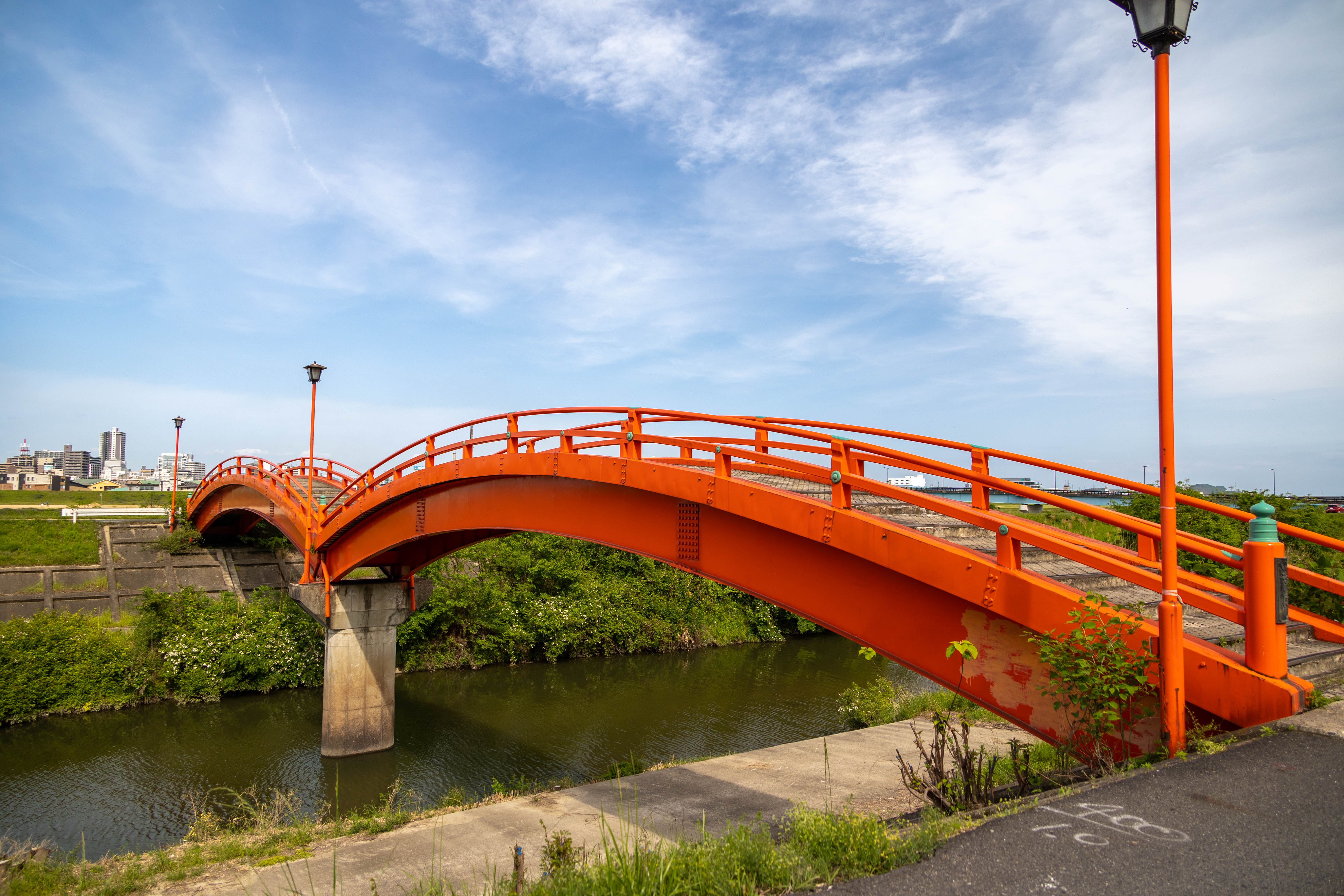
境内前に掛かる稲荷橋

境内社

本殿前からの眺望

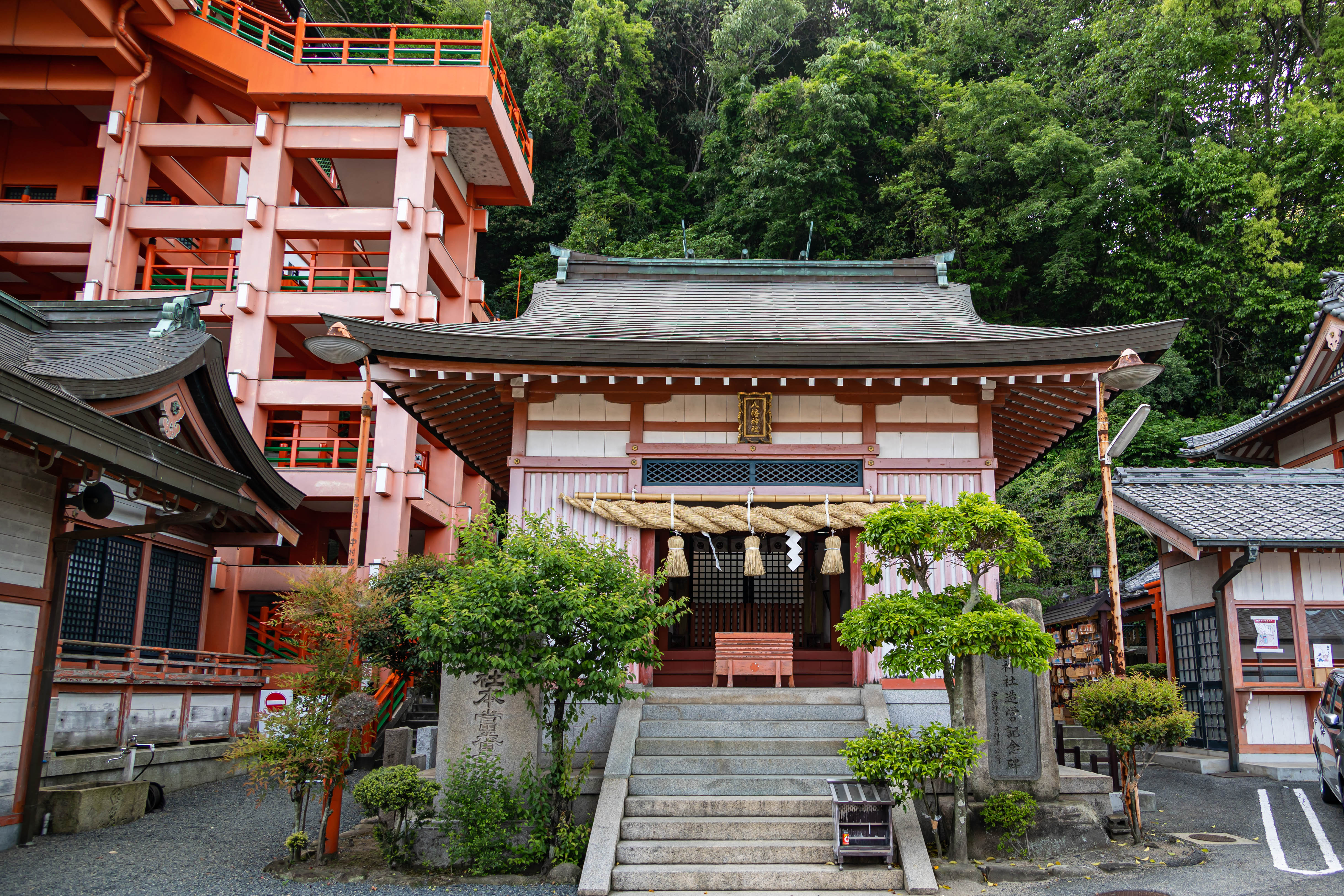
草戸八幡神社 - 福山市瀬戸町の福井八幡神社より分霊
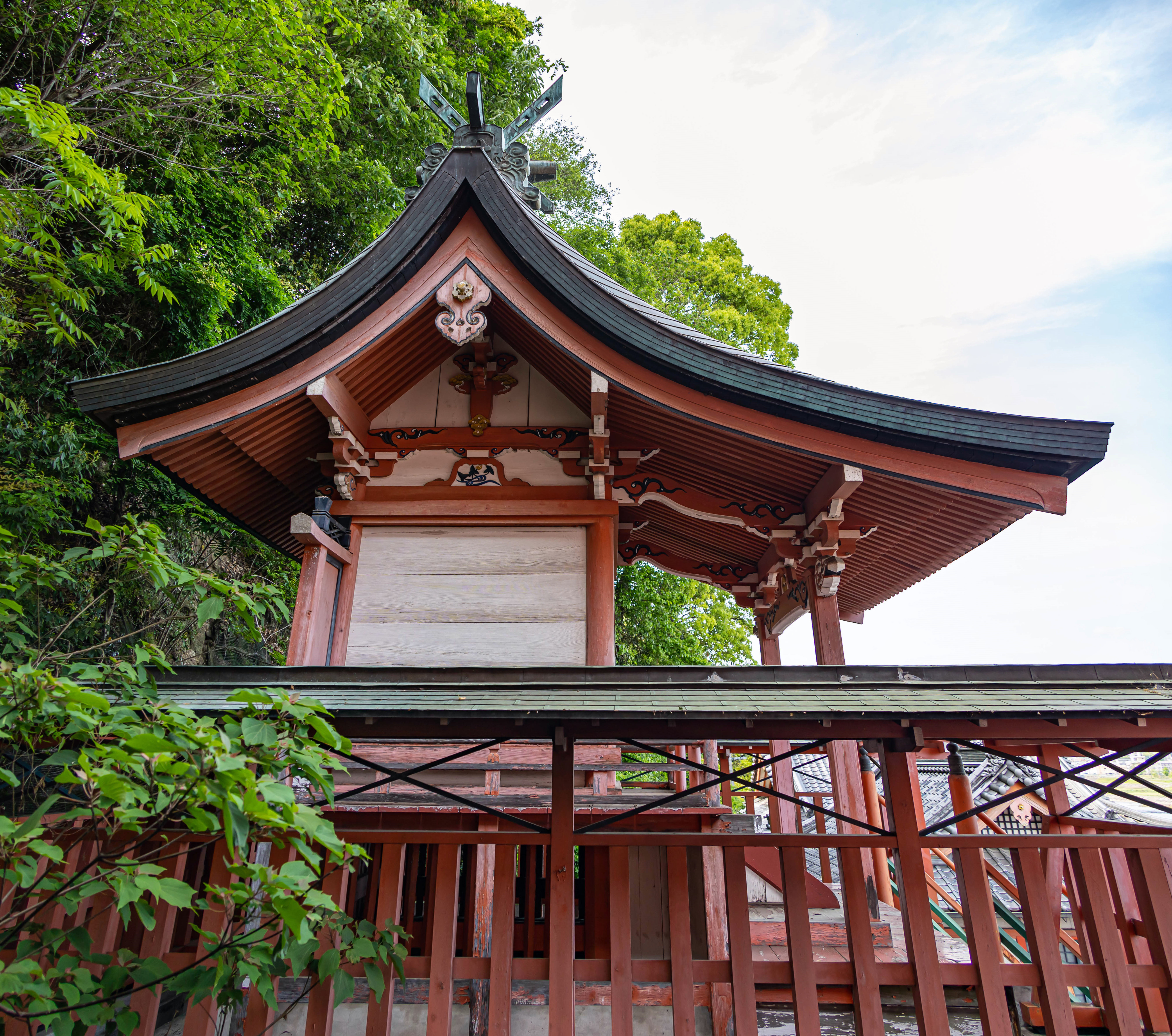
草地八幡神社本殿
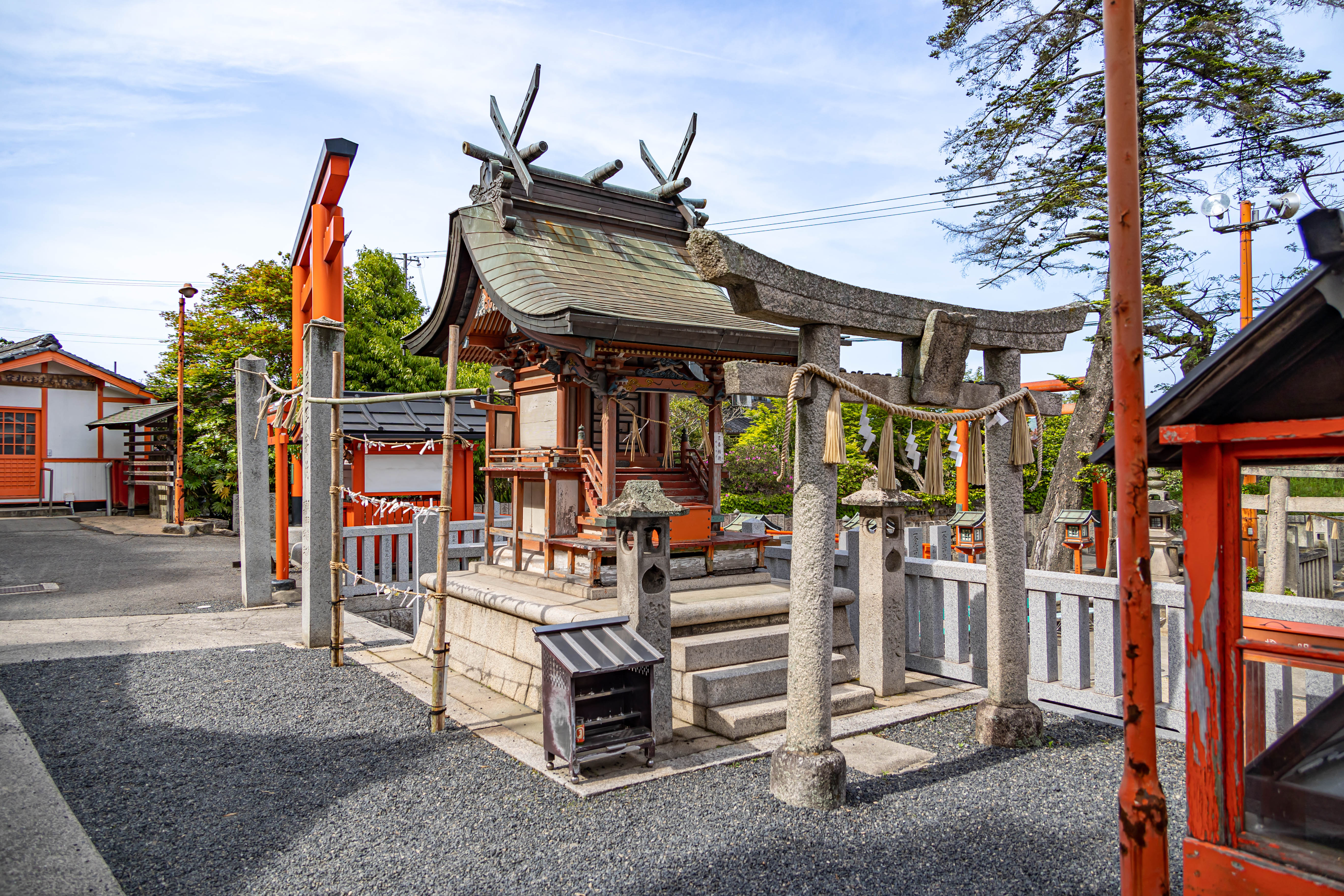
三喜稲荷
- 五社稲荷
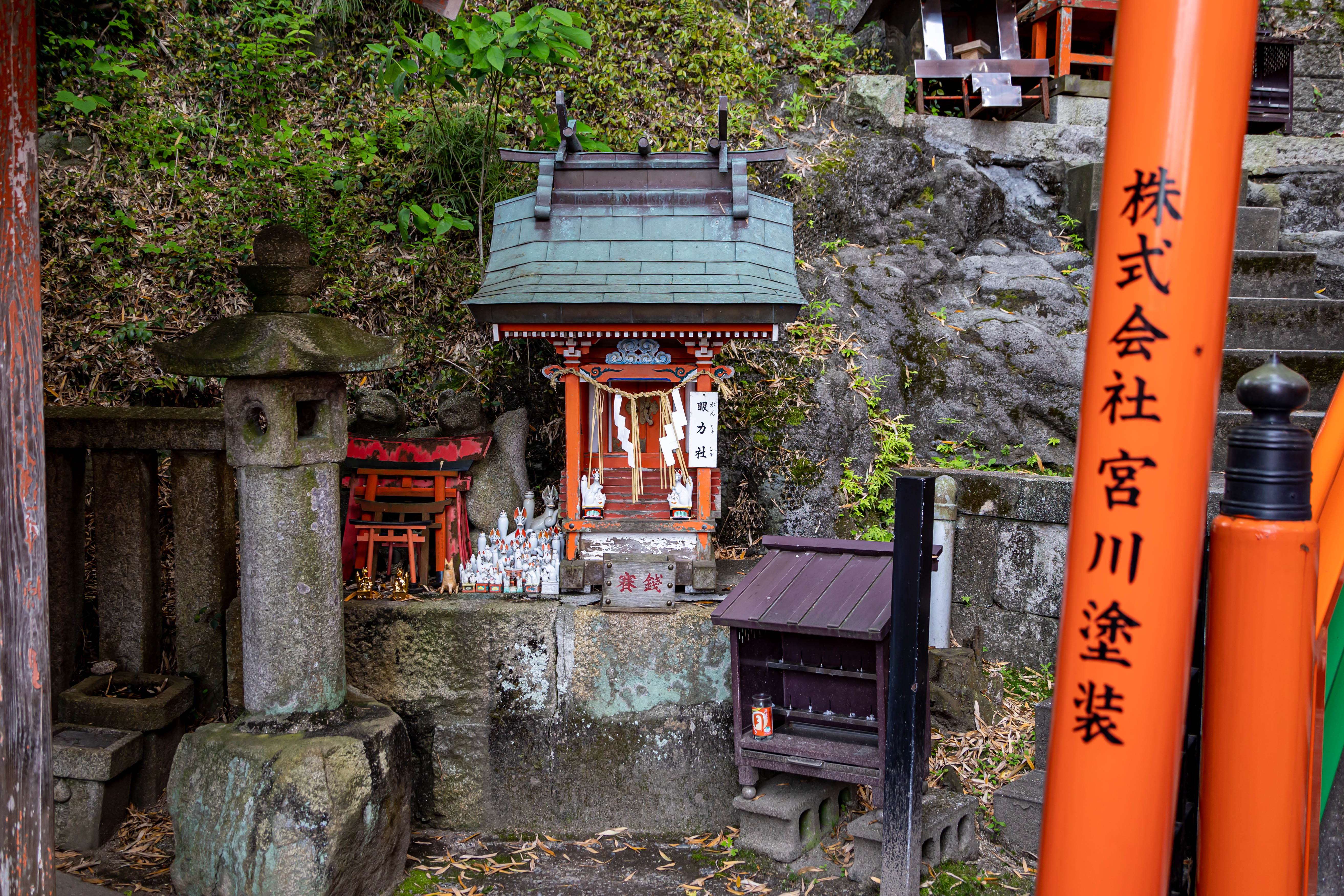
眼力社
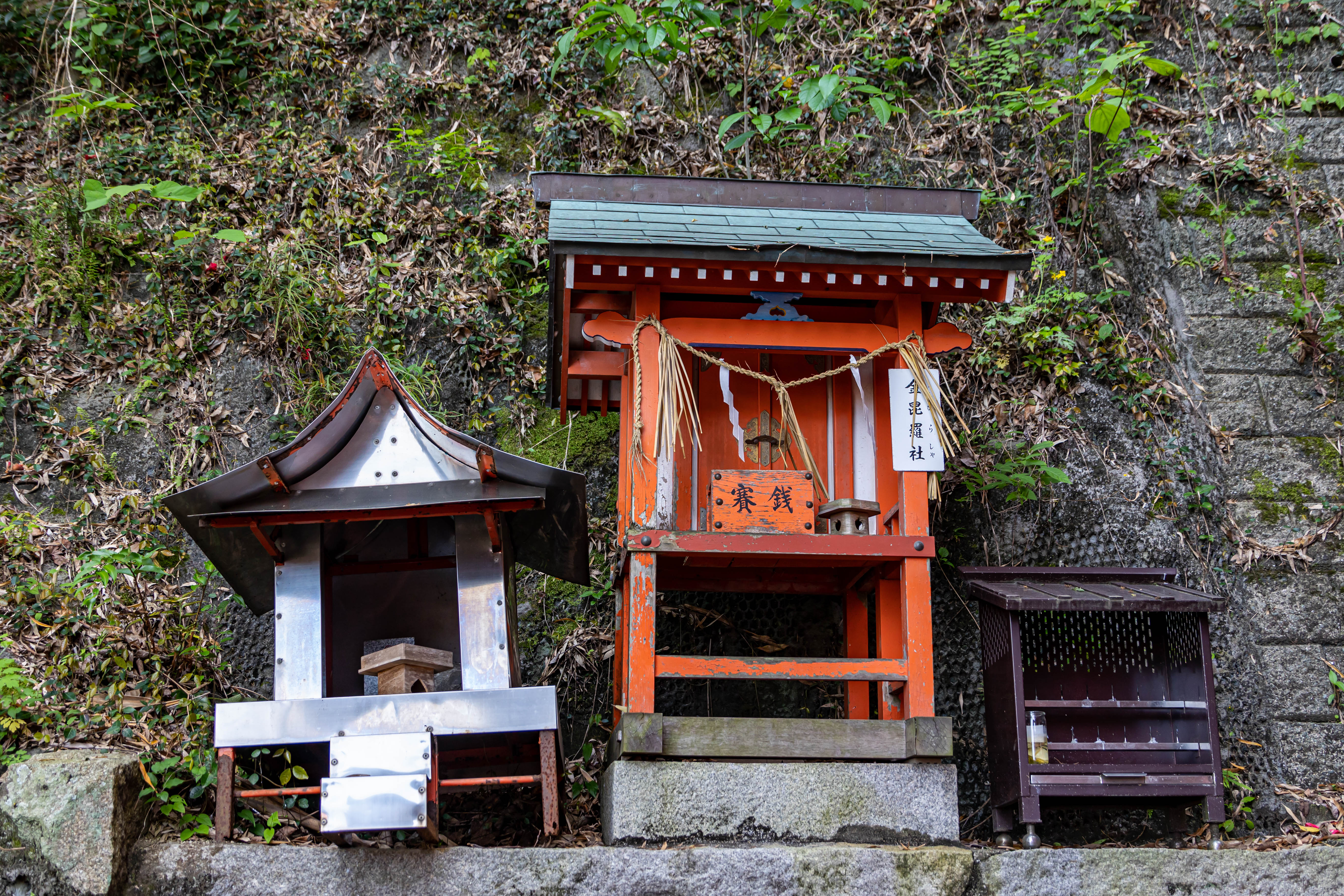
金毘羅社
- 笠守稲荷
- 葛木稲荷
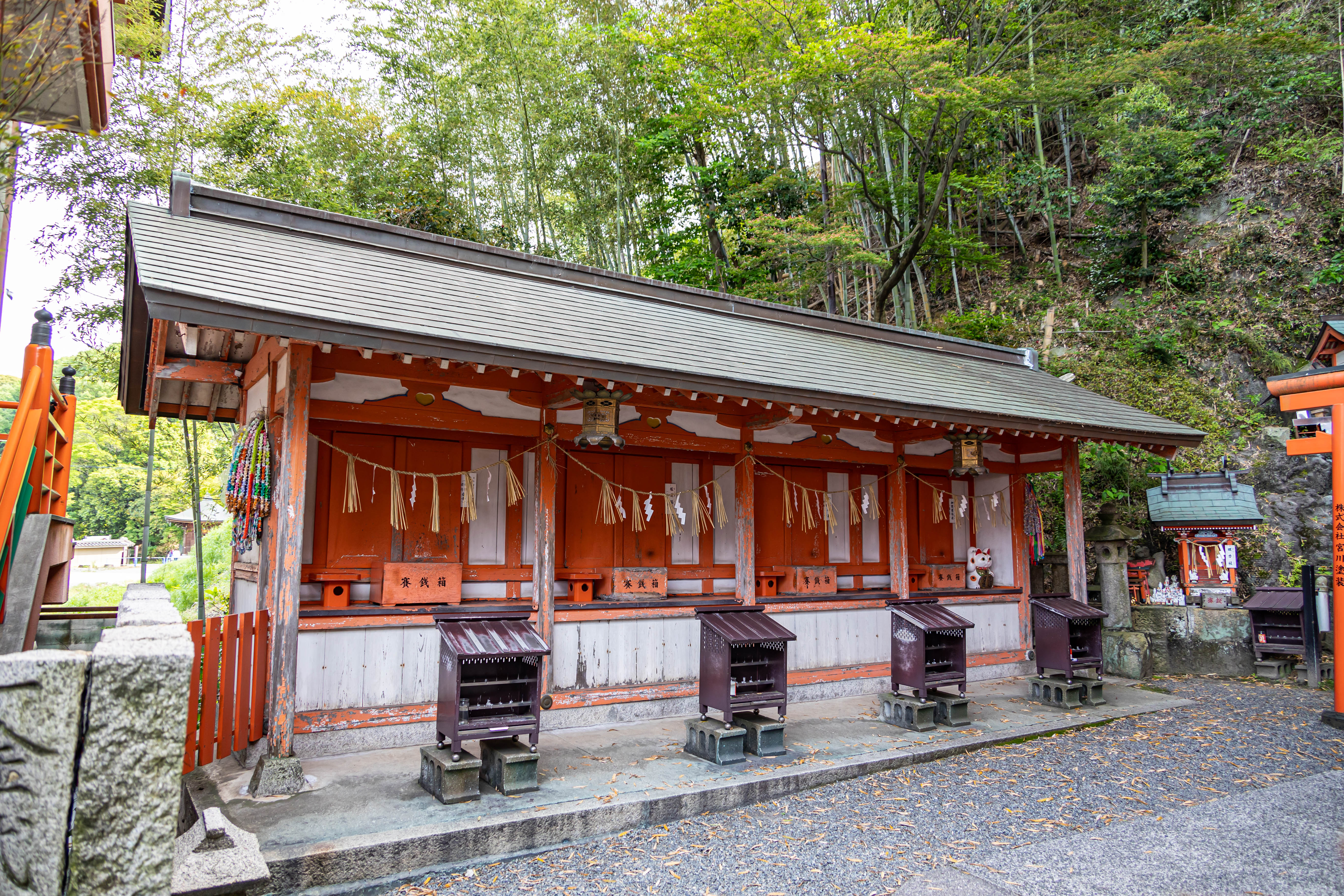
十社稲荷
  - 三蔵稲荷
  - 松尾稲荷
  - 智者稲荷
  - 加賀羅稲荷

- 草戸八幡神社拝殿
- 草地八幡神社本殿
- 三喜稲荷社
- 眼力社
- 金比羅社
- 十社稲荷社

## 文化財
福山市市指定重要文化財
- 草戸愛宕神社本殿 - 1964年（昭和39年）10月10日指定[6]。

棟札が残り寛永5年（1628年）建立。覆屋内に納められているため保存状態がよい。春日造社殿の屋根を宝形造にした複雑な形状で桧皮葺、唐破風付き。棟高が3.6mで、正面柱間は1.06mと小社。江戸時代初期の風趣をよく残す。

## 周辺
- 草戸千軒町遺跡
- 明王院
- 広島県立福山明王台高等学校